# فرودگاه آنتونیو رولدن بتنکورت
فرودگاه آنتونیو رولدن بتنکورت (به انگلیسی: Antonio Roldán Betancourt Airport) (به زبان بومی: Aeropuerto Antonio Roldán Betancourt) یک فرودگاه همگانی مسافربری با کد یاتا APO است که یک باند فرود آسفالت دارد و طول باند آن ۲٫۱۸ متر است. این فرودگاه در کشور کلمبیا قرار دارد و در ارتفاع ۱۴ متری از سطح دریا واقع شده است.